# NGC 6545
NGC 6545 est une galaxie elliptique située dans la constellation du Paon. Sa vitesse par rapport au fond diffus cosmologique est de 4 280 ± 32 km/s, ce qui correspond à une distance de Hubble de 63,1 ± 4,4 Mpc (∼206 millions d'al). NGC 6545 a été découverte par l'astronome britannique John Herschel en 1835.
À ce jour, trois mesures non basées sur le décalage vers le rouge (redshift) donnent une distance de 54,033 ± 15,672 Mpc (∼176 millions d'al), ce qui est à l'intérieur des valeurs de la distance de Hubble. Notons cependant que c'est avec la valeur moyenne des mesures indépendantes, lorsqu'elles existent, que la base de données NASA/IPAC calcule le diamètre d'une galaxie et qu'en conséquence le diamètre de NGC 6545 pourrait être d'environ 36,0 kpc (∼117 000 al) si on utilisait la distance de Hubble pour le calculer.